# British Geological Survey

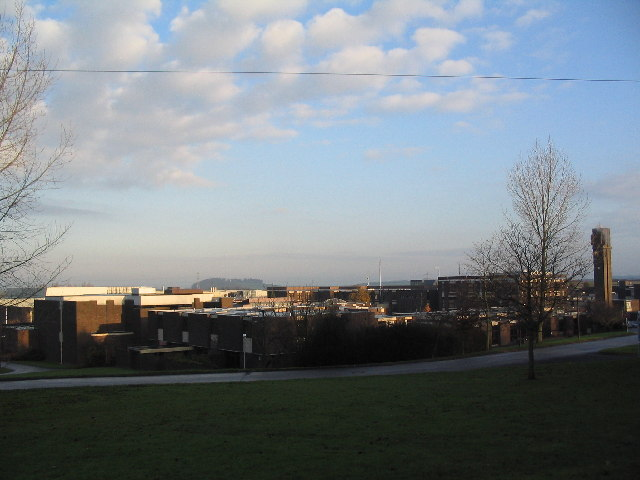
Blick über das BGS-Hauptquartier in Keyworth

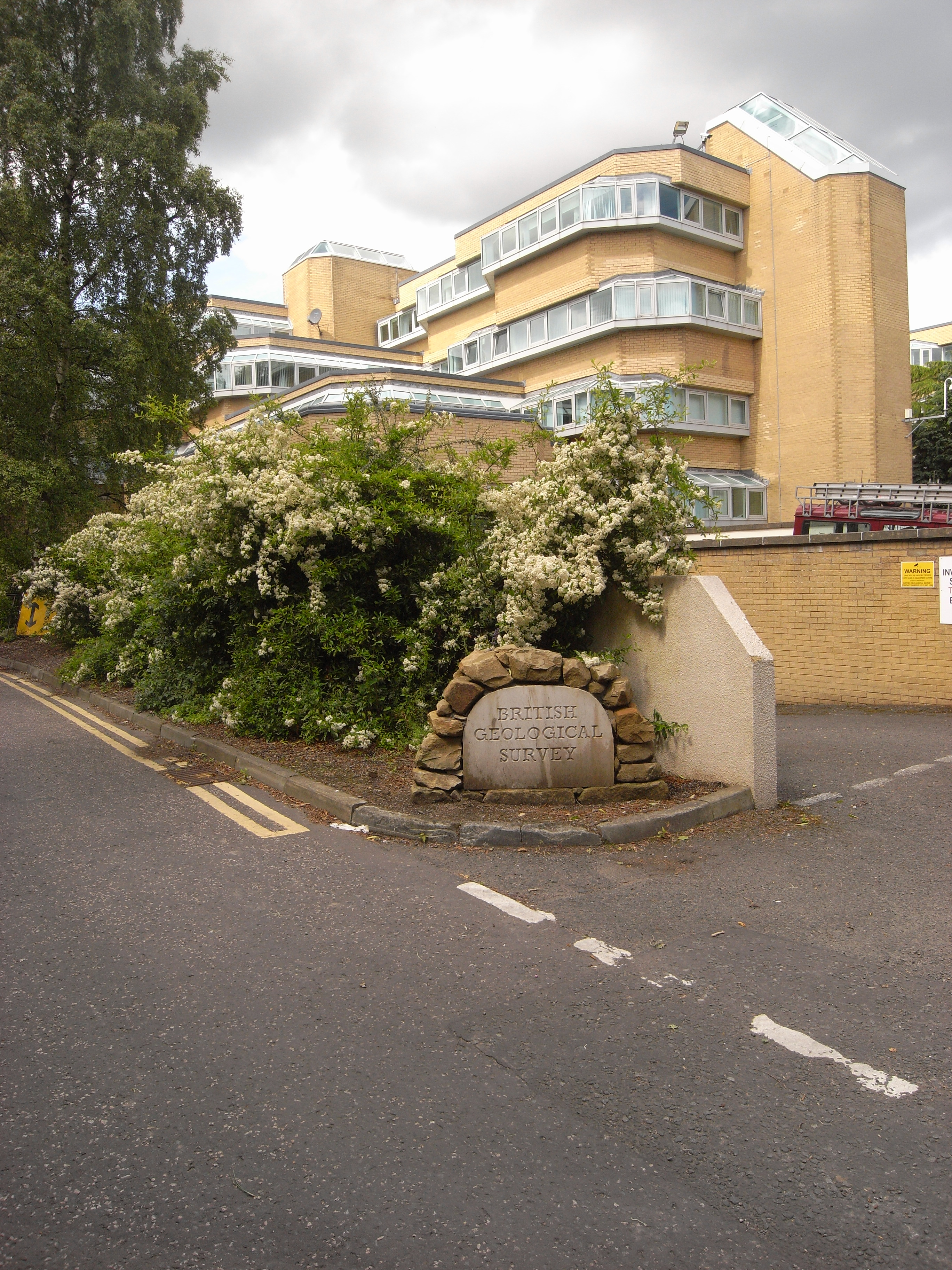
BGS-Quartier in Edinburgh (Murchison-Haus) bis 2015

Der British Geological Survey (BGS) ist eine teilweise öffentlich finanzierte Körperschaft, die der Förderung der geowissenschaftlichen Kenntnis der britischen Landoberfläche und des vorgelagerten Kontinentalschelf dient, indem sie eine systematische Erfassung, Überwachung und Erforschung durchführt. Das Hauptquartier des BGS ist in Keyworth, Nottinghamshire, weitere Dienststellen befinden sich in Belfast, Cardiff, Edinburgh, Eskdalemuir, Hartland, Lerwick (Shetland), Loanhead, London und Wallingford. Das derzeitige Motto des BGS ist: Geoscience for decision making (Geowissenschaft als Grundlage für Entscheidungen). Der gegenwärtige Direktor des BGS ist John Ludden und damit der Vorgesetzte von 730 Angestellten dieser Behörde.

## Geschichte
Der Geological Survey wurde 1835 von Henry Thomas de la Bèche als Ordnance Geological Survey gegründet, er ist somit der weltweit älteste geologische Dienst. 1965 wurde der Ordnance Geological Survey mit dem Geological Museum und den Overseas Geological Surveys unter dem Namen „Institute of Geological Sciences“ zusammengelegt. Am 1. Januar 1984 wurde dieses in „British Geological Survey“ umbenannt.
Seit dem Jahr 2009 befindet sich die Direktion im William Smith Building in Keyworth. Die offizielle Eröffnung dieses energieeffizienten (BREEAM) Bauwerks erfolgte am 25. Juni unter Beteiligung eines Mitglieds des britischen Königshauses. Das Gebäude wurde mit Elementen aus Zedernholz und Terrakotta verkleidet, die Wärmedämmung wird durch Schafwollelemente gewährleistet. Die teilweise gebogenen Fensterscheiben bestehen aus Ethylen-Tetrafluorethylen.
Die BGS-Dienststelle Edinburgh einschließlich ihrer Vorgängerinstitution war von 1977 bis 2015 im Murchison House untergebracht, einem innovativen Bauwerk auf dem King’s Buildings Campus der University of Edinburgh. Nun befindet sich die Einrichtung im The Lyell Centre, einem neu erbauten Gebäudekomplex auf dem Campus der Heriot-Watt University in Riccarton, im Westen der Stadt.

## Aufgaben
Der BGS berät die britische Regierung in allen geowissenschaftlichen Fragen und steht der Öffentlichkeit, der Wissenschaft wie auch der Industrie als unparteiischer Ratgeber bei solchen Fragestellungen zur Verfügung. Der BGS ist eine Unterorganisation des Natural Environment Research Council (NERC), welches die führende britische Organisation auf dem Gebiet der Umweltwissenschaften ist und für grundlegende wie auch strategische Überwachung und Erforschung der Umwelt zuständig ist.
Die Hauptarbeitsgebiete des BGS umfassen die Herausgabe von geologischen, geophysikalischen, geochemischen und hydrogeologischen Karten, die Veröffentlichen von regionalgeologischen Beschreibungen und die Vorhaltung von mit diesen Themengebieten in Verbindung stehenden digitalen Daten und Datenbanken. Eines der Hauptziele des BGS für das nächste Jahrzehnt ist der Übergang von zweidimensionaler Kartographie in dreidimensionale Datenerfassung und -modellierung mittels CAD- und GIS-Systemen.
Der BGS verfügt über ein Jahresbudget von 57 Millionen £. Eine Hälfte davon entstammt dem Wissenschaftsbudget der Regierung, die andere Hälfte erwirtschaftet der BGS durch Auftragsarbeiten für öffentliche und private Auftraggeber.